# Јужна Тарава
Јужна Тарава (енгл. Teinainano Urban Council) је главни град централнопацифичке острвске државе Република Кирибати. Заузима јужни део атола Тарава, од острва Баирики до острва Бонрики. Острва су међусобно повезана мостовима. Број становника 2005. је био 45.000, што чини око 43% становништва земље. На Бонрикију се налази аеродром, док је на Баирикију резиденција председника и кампус Универзитета јужног Пацифика. Парламент се састаје на острвцу Амбо. Министарства се налазе на више острва. 

## Галерија
- Острво Тарава
- Државна институција

## Становништво
| Година       |
| Становништво |
| ------------ |